# ايدان كايا

أيدان كايا (بالتركية: Aydan Kaya)‏ ممثلة و مطربة تركية شابة ولدت في 19 أبريل 1984 في إسطنبول ، بدأت مسيرتها الفنية عام 2004، و هي فنانة منذ صغرها و تغني و تتعلم الغناء و الخامات الصوتية و لكن كان أول ظهور لها في مجال التمثيل من خلال دورها في مسلسل Rüyalarda bulusuruz و لقد عرفها العالم العربي من خلال المسلسل التركي لحظة وداع (Elveda Derken) حيث أدت فيه دور شهيرة.

## مسلسلاتها
| اسم المسلسل                 | السنة     | اسمها فيه     |
| --------------------------- | --------- | ------------- |
| Tatlı Hayat                 | 2001      |               |
| Rüyalarda bulusuruz         | 2006      | Arzu          |
| Elveda Derken (لحظة وداع)   | 2007-2008 | Seyda (شهيرة) |
| Farklı desenler             | 2010      | منار          |
| قطاع الطرق لن يحكموا العالم | 2016-2017 |               |

### دورها في لحظة وداع
تقوم أيدان في لحظة وداع بدور شهيرة شابة جميلة و صوتها جميل تعيش مع زوجها كريم و هو أستاذ فقير و من ثم أمها تجبرها على ترك زوجها و بنتها للغناء في ملهى ليلي. ومن ثم يجور عليها الزمان لتترجى كريم للعودة اليه و لكن دون جدوى لأن كريم لا يحبها و مغرم بفاة أخرى. فتتزوج رجل آخر و لكنه يظلمها و يعذبها و تكون نهايتها الموت.

## أغانيها
لأيدان حتى اليوم ألبوم واحد و هي بصدد إنزال ألبومين جديدين أحدهما عربي و الآخر تركي. أما ألبومها الأول فيحمل عنوان Aşk Çıkmazı و هو يحوي 12 أغنية تركية و قد نال شهرة واسعة في تركيا و العالم العربي.
| اسم الأغنية                         | السنة |
| ----------------------------------- | ----- |
| Dön                                 | 2007  |
| Aşk Çıkmazı                         | 2007  |
| Pembe Panjur                        | 2007  |
| Hoşça kal                           | 2007  |
| ismi Lazım Değil                    | 2007  |
| Kulvarında Yarıştırma               | 2007  |
| Devlerin Aşkı                       | 2007  |
| itiraf                              | 2007  |
| Daralıyorum                         | 2007  |
| Elveda Derken أغنية مسلسل لحظة وداع | 2007  |
| itiraf Remix                        | 2007  |
| Pembe Panjur Remix                  | 2007  |

أغنية الألبوم Aşk Çıkmazı هي النسخة التركية لأغنية الفنانة اللبنانية إليسا «لو تعرفوه» وعلاقة أيدان و إليسا علاقة طيبة جدا.

### كليباتها
صورت أيدان كايا أغنيتين من ألبومها على طريقة الفيديو كليب هما:
1. Daraliyorum
2. Don